# 윌리엄 하울리
윌리엄 하울리(William Howley, 1766년 ~ 1848년)는 캔터베리 대주교이다.
잉글랜드 남부 햄프셔 출신으로 1813년 런던 주교가 되었고, 1828년 캔터베리 대주교가 되었다. 1837년 6월 20일 빅토리아를 영국의 여왕으로 추대하고 1838년 6월 28일 새 여왕의 대관식을 주례함으로써 빅토리아 시대에 재임한 최초의 캔터베리 대주교가 되었다.